# Слобожанський національний природний парк
Національний природний парк «Слобожа́нський» — природоохоронна територія в Україні, на території Краснокутської територіальної громади Богодухівського району Харківської області.

## Розташування

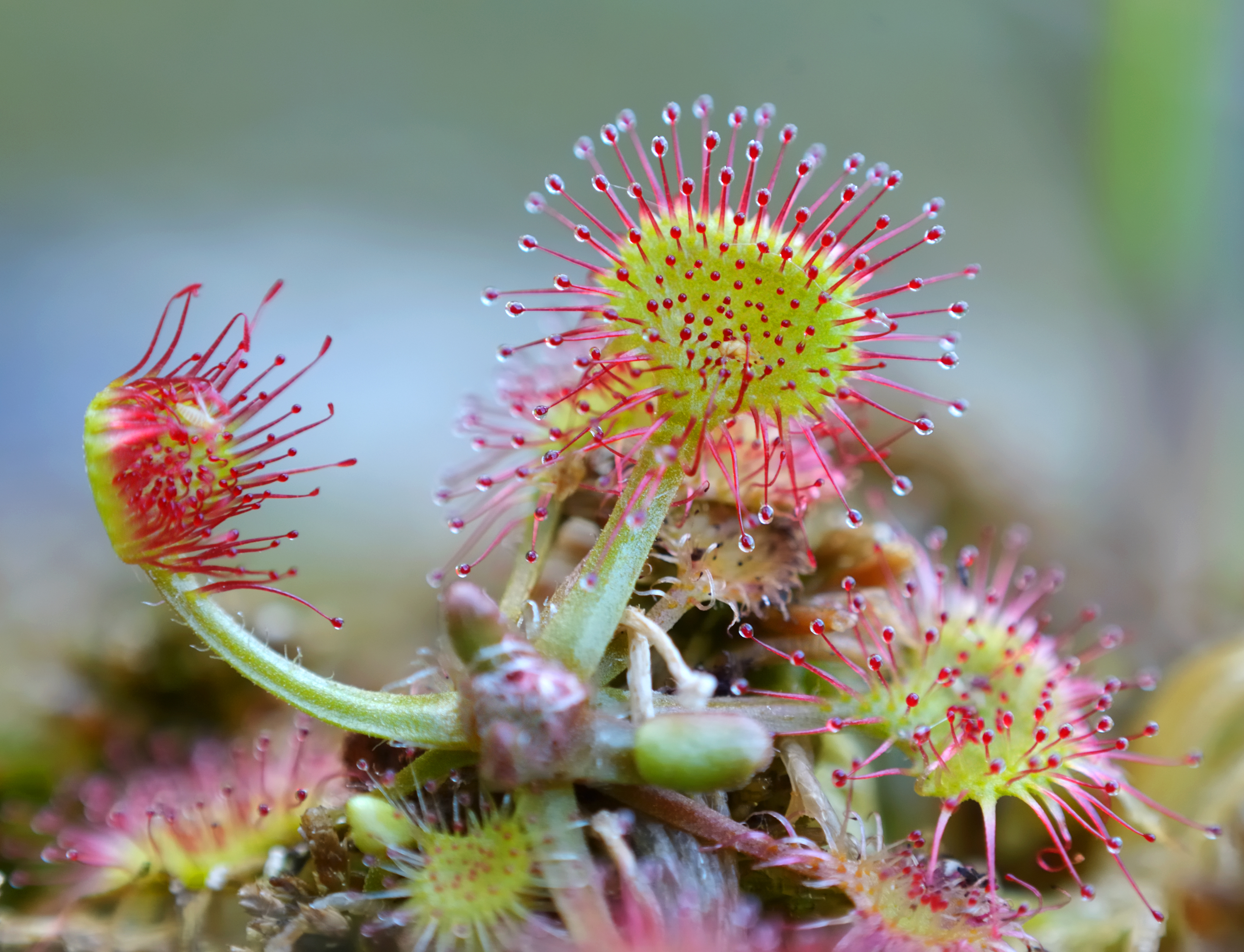
Росичка в НПП «Слобожанський»

За фізико-географічним районуванням територія НПП «Слобожанський» належить до Східнополтавської височинної області Лівобережно-Дніпровського лісостепового краю Лісостепової недостатньо зволоженої теплої зони. За геоботанічним районуванням — до Європейсько-Сибірської лісостепової області Східноєвропейської провінції Середньоросійської лісостепової підпровінції Харківського округу.

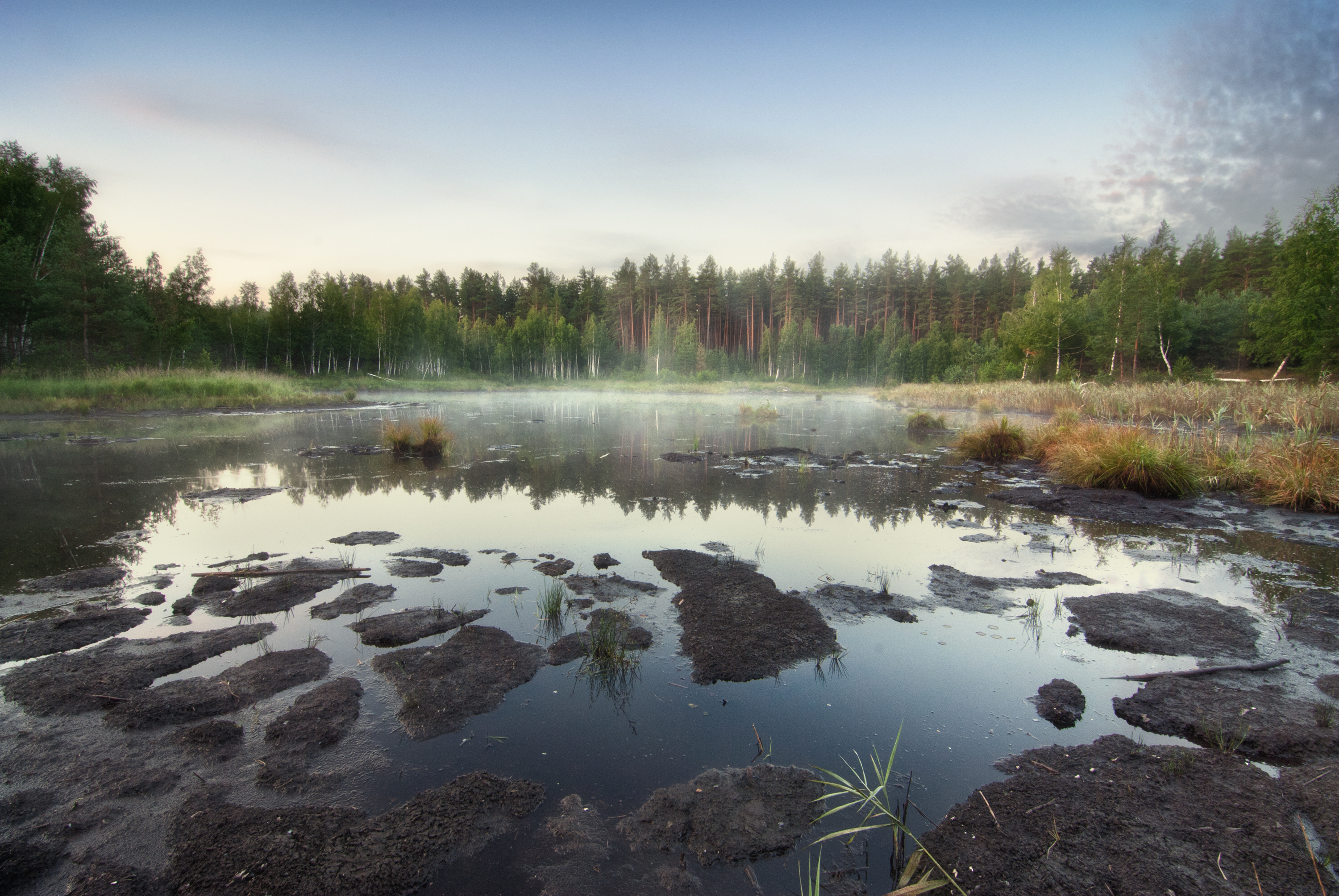
НПП «Слобожанський»

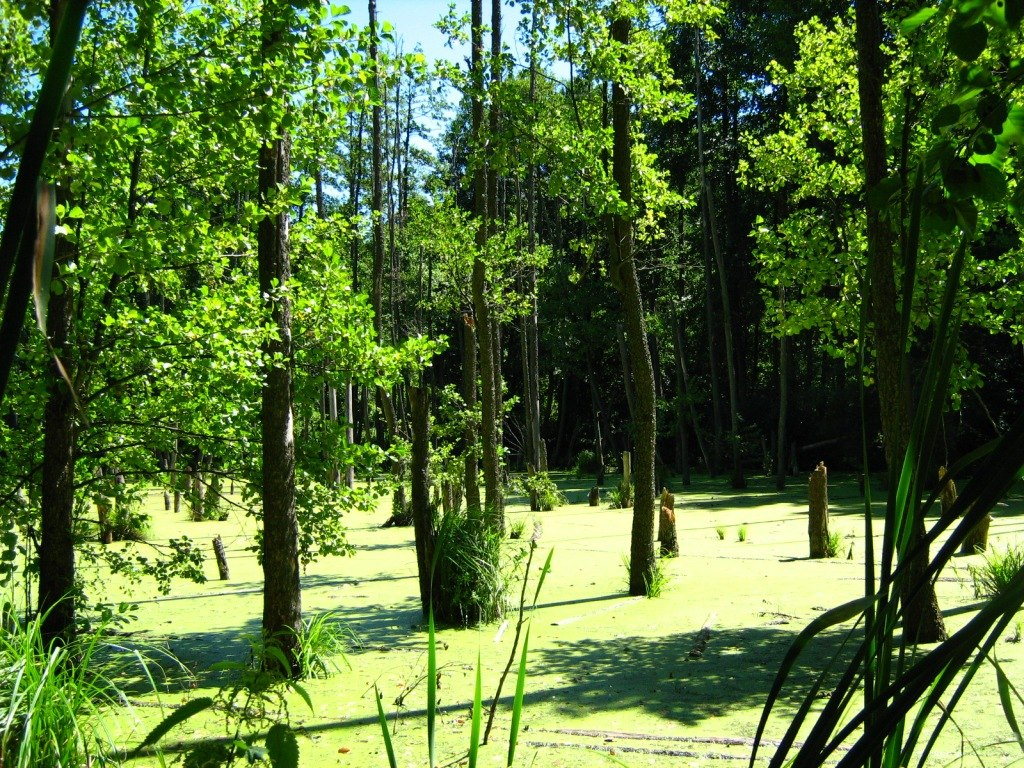
Заболочений вільшаник

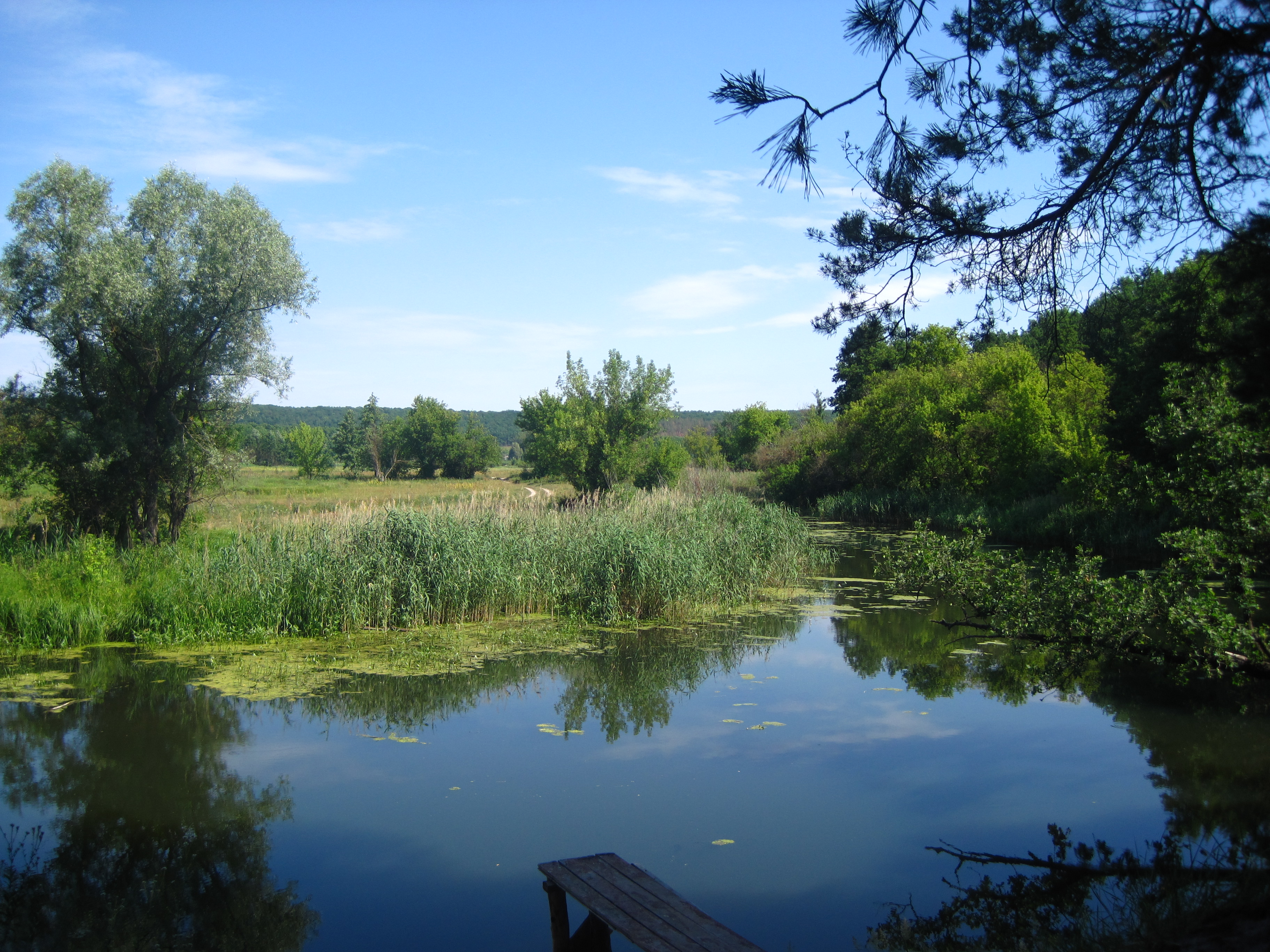
річка Мерла

Парк розташований на лівому та правому берегах річки Мерла та в місці злиття річок Мерла і Мерчик. Важливими елементами ландшафту є долини річок Мерла, Мерчик та їхніх малих приток. Долини цих двох річок терасовані. Нижня тераса долин — лучна, заплавна, частково заболочена. На них трапляються стариці, гриви, що урізноманітнює як загальний вигляд заплав, так і їхню біотопічну структуру. Друга, борова тераса простягається вздовж річок порівняно широкою смугою і складається з полого-хвилястих ділянок пагорбів і заболочених западин (древніх стариць), вкритих лісом або лучно-болотною рослинністю.
Різноманіття ландшафтів території національного парку зумовлює і біорізноманіття. Оточені березовими і вільховими заростями, ці острівки Полісся створюють умови, прийнятні для існування нетипових для цієї зони рослин і тварин.

## Історія
Територія, на якій тепер розташований парк, ще здавна приваблювала увагу вчених біологів та екологів. З відомих публікацій про рослинність можна вказати на роботу Л. Павловича «Очерки растительности Харьковской губернии и соседних с нею мест» (1891), праці В. Черняєва (1859), А. Краснова, В. Талієва. Короткі характеристики рослинності цього району наведено в роботах М. Орлова та І. В. Сладковського про угіддя, що належали поміщикові Л. Е. Кенігу. Повніший ботанічний опис Мерлянщини зробив місцевий краєзнавець А. І. Наумов у роботі «Флора окрестностей с. Рублевки Богодуховского уезда» (1902).
Місце для створення парку визначали С. Попович та М. Стеценко (1999). Після цього територія парку була зарезервована для подальшого заповідання і відображена у Законі України «Про Загальнодержавну програму формування національної екологічної мережі України на 2000—2015 роки» в додатку 7. Національний природний парк «Слобожанський» був створений Наказом Президента України № 1047/2009 від 11 грудня 2009.
Основною метою створення Парку є збереження цінних природних територій та історико-культурних комплексів і об'єктів Лісостепової зони, проведення наукових досліджень в галузі охорони довкілля, створення умов для відпочинку, рекреації, оздоровлення населення, екологічної пропаганди і екологічного виховання.

### Території ПЗФ, що входять до складу НПП
Нерідко, оголошенню національного парку або заповідника передує створення одного або кількох об'єктів природно-заповідного фонду місцевого значення. В результаті, великий НПП фактично поглинає раніше створені ПЗФ. Проте їхній статус зазвичай зберігають.
До складу території національного природного парку «Слобожанський» входять такі об'єкти ПЗФ України:
- Заказник місцевого значення «Володимирівська дача», лісовий

## Процес створення
Згідно з указом президента Кабінет Міністрів України повинен:
1. забезпечити:
  1. вирішення питання щодо утворення адміністрації національного природного парку «Слобожанський» та забезпечення її функціонування;
  2. затвердження у шестимісячний строк у встановленому порядку Положення про національний природний парк «Слобожанський»;
  3. підготовку протягом 2010—2011 років матеріалів та вирішення відповідно до законодавства питань щодо вилучення та надання у постійне користування національному природному парку «Слобожанський» 5244 гектарів земель, а також розроблення проєкту землеустрою щодо відведення земельних ділянок і проєкту землеустрою з організації та встановлення меж території національного природного парку, отримання державних актів на право постійного користування земельними ділянками;
  4. розроблення протягом 2010—2012 років та затвердження в установленому порядку Проєкту організації території національного природного парку «Слобожанський», охорони, відтворення та рекреаційного використання його природних комплексів і об'єктів;
2. передбачати під час доопрацювання проєкту Закону України «Про Державний бюджет України на 2010 рік» та підготовки проєктів законів про Державний бюджет України на наступні роки кошти, необхідні для функціонування національного природного парку «Слобожанський».

## Основні завдання парку
Збереження цінних природних, ландшафтних та історико-культурних комплексів і об'єктів; створення та розширення мережі оздоровчих і туристичних закладів і створення умов для організованого туризму, відпочинку та інших видів рекреаційної діяльності в природних умовах з додержанням режиму охорони заповідних природних комплексів та об'єктів; проведення наукових досліджень природних комплексів та їхніх змін в умовах рекреаційного використання, розробка наукових рекомендацій з питань охорони навколишнього природного середовища та ефективного використання природних ресурсів; проведення екологічної освітньо-виховної роботи тощо; створення та розширення існуючої мережі рекреаційних закладів.

## Клімат
Клімат лагідніший за континентальний. Середня температури повітря у січні становить −7,40С, у липні 20, 30 °C. Висота снігового покриву 17—20 см. Належать до недостатньо вологої теплої агрокліматичної зони. Опадів 520 мм за рік. Максимальна кількість опадів випадає в основному в теплий період року. В цілому клімат території є досить сприятливим для зональної лучної і лісової рослинності.

## Флора

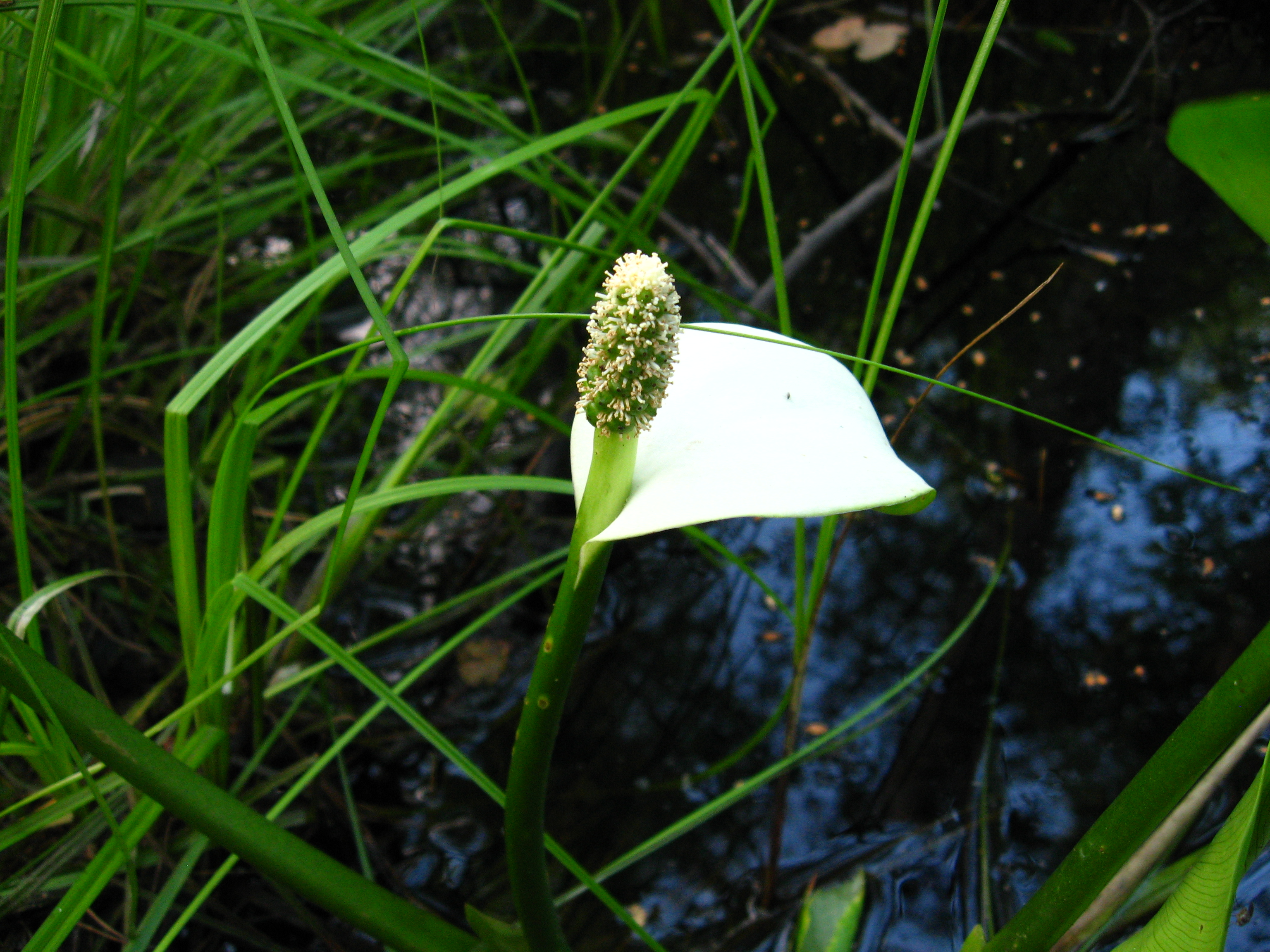
Білокрильник болотний

На території парку можна побачити таких представників флори, як верес звичайний, журавлина болотна, конюшина альпійська, молодило руське, бузина чорна, аморфа чагарникова, пухівка піхвова, росичка круглолиста, дзвоники персиколисті, вербозілля звичайне, плаун річний, вовче тіло звичайне, любка дволиста, хвощ тощо.
Унікальна рослинність парку представлена 9 угрупованнями, що включені до Зеленої книги України, за Додатками Бернської конвенції на території НПП поширені 13 рослинних угруповань, що підлягають охороні у Європі, 60 рідкісних видів судинних рослин, з них 12 видів занесені до Червоної книги України.

## Фауна

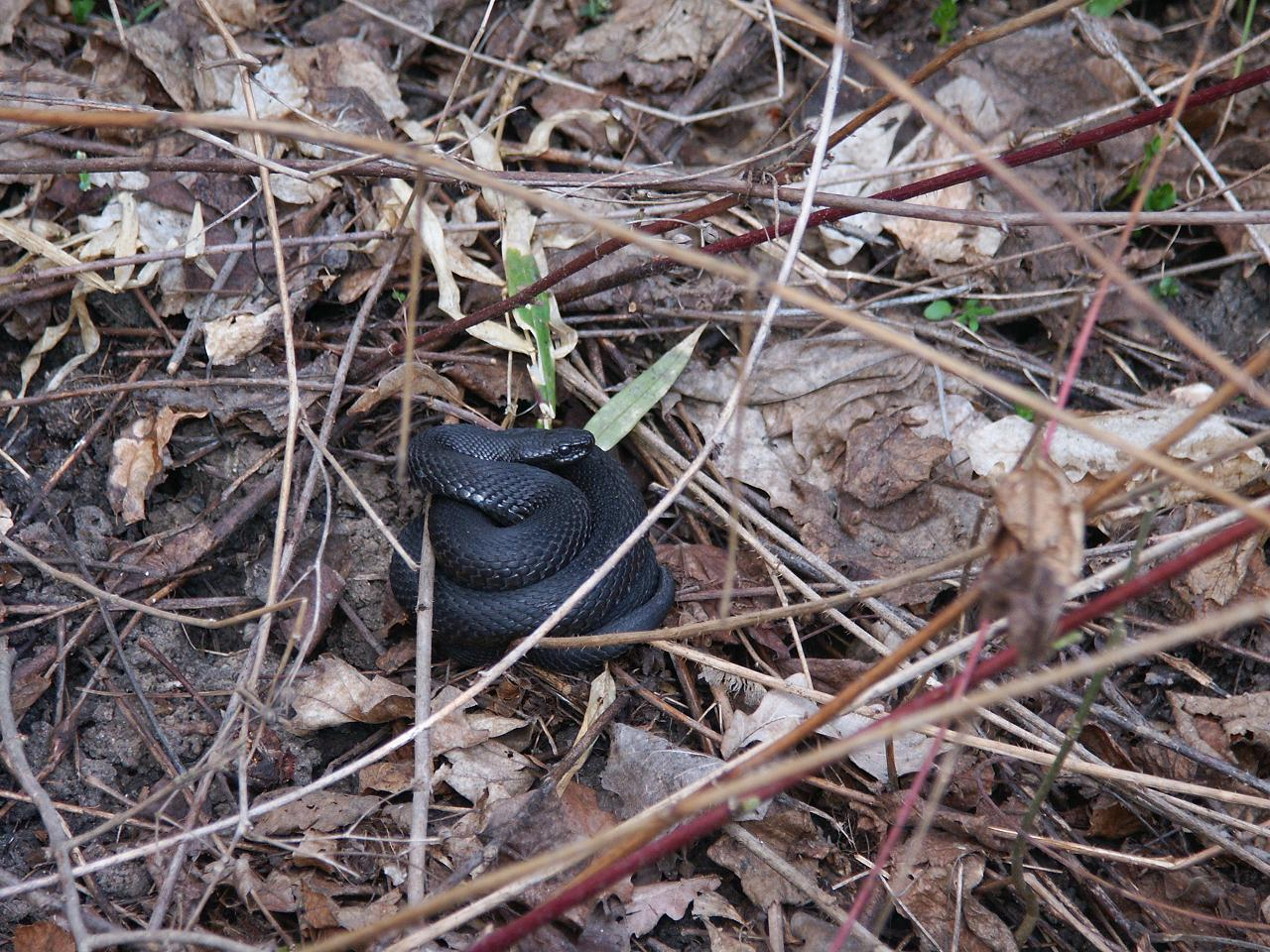
Гадюка Нікольського

У складі фауністичних комплексів на території НПП «Слобожанський» представлено понад 60 раритетних видів, серед яких 8 видів занесені до Європейського Червоного списку, 20 видів — до Червоної книги України (1994), 33 види — до Червоного списку Харківської області.
Тут мешкають такі представники тваринного світу, як видра річкова, норка європейська, горностай, борсук європейський, лисиця звичайна, заєць-русак, сарна, свиня дика, змієїд, сова сіра, пісочник малий, лелека білий, чапля сіра, сірий журавель, мідянка звичайна, гадюка Нікольського, ящірка живородна та інші.
За аналізом літератури більшість досліджень присвячені комахам (Грамма, 1995; Медведєв), земноводним (Коршунов, 2008), сірому журавлю (Кривицький, 1989; Атемасова, Атемасов, 1994) та бобрам (Скоробогатов, Атемасова, 2001; Скоробогатов и др., 2004).

## Дослідницька робота
На території Слобожанського парку проводяться науково-дослідні роботи з метою вивчення природних процесів, об'єктів та комплексів, забезпечення постійного моніторингу за їх змінами, екологічного прогнозування, розроблення наукових засад охорони, відтворення й використання природних ресурсів та особливо цінних об'єктів.

## Екоосвіта та рекреація
У Парку працює відділ Екологічної освіти та рекреаційного благоустрою.
Основні напрями діяльності:

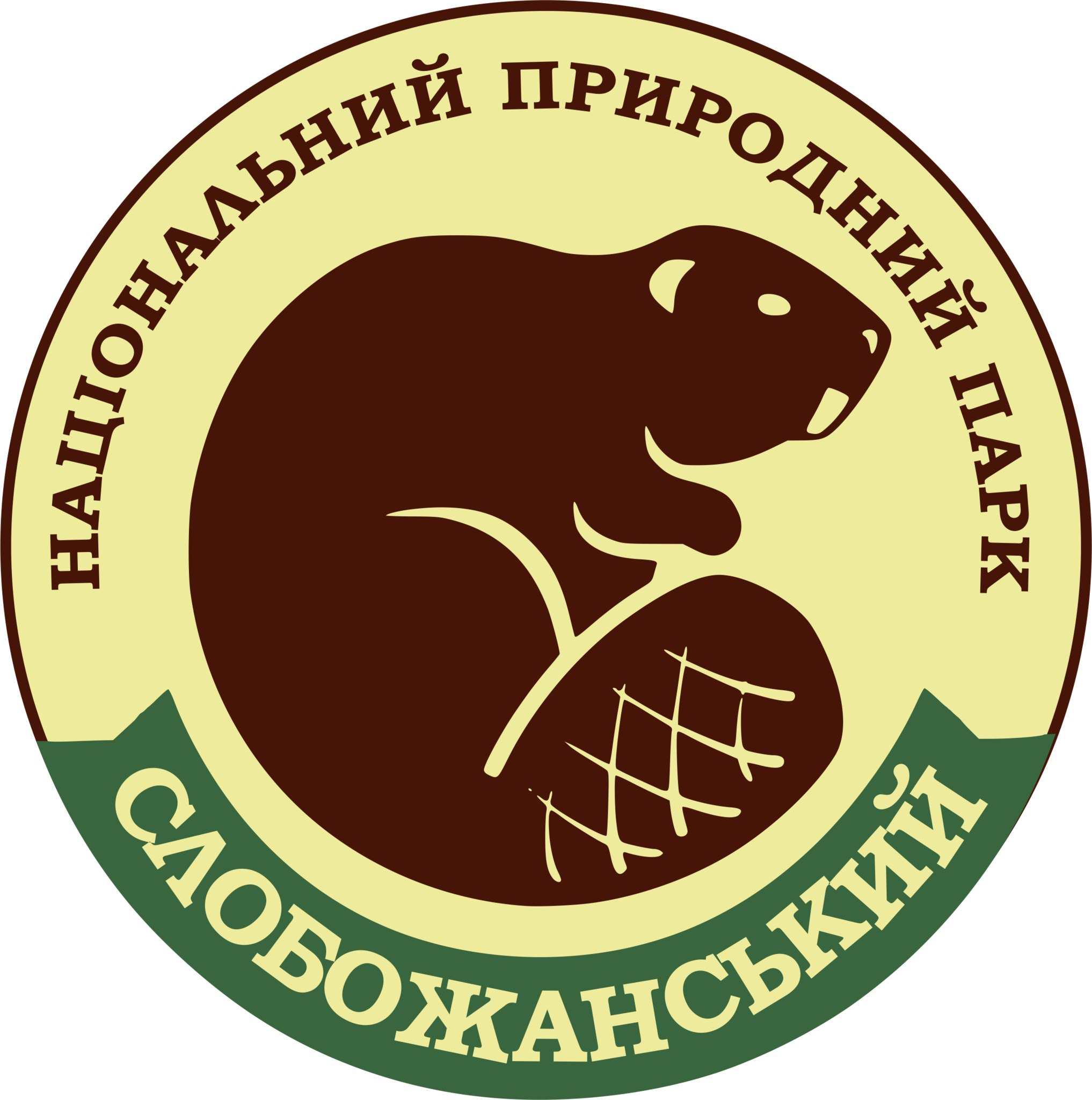
Логотип парку

- Проведення пропагандистської діяльності;
- Видавництво буклетів, інформаційних стендів і плакатів;
- Проведення екоосвітницьких лекцій у навчальних закладах та для співробітників парку, екскурсії та показ тематичних екологічних фільмів;
- Співпраця з громадськими еколого-освітніми організаціями, сумісне проведення акцій;
- Залучання волонтерів для співпраці з парком
- Навчальна, науково-дослідна практична та методична робота з учнівською та студентською молоддю шляхом формування та виконання спільних еколого-освітніх програм, проєктів, угод, планів-заходів з різними установами природоохоронного спрямування;
- Співпраця із засобами масової інформації;
- Розповсюдження інформації про парк, заходи і акції, що їм проводяться через інтернет та ЗМІ.

## Галерея

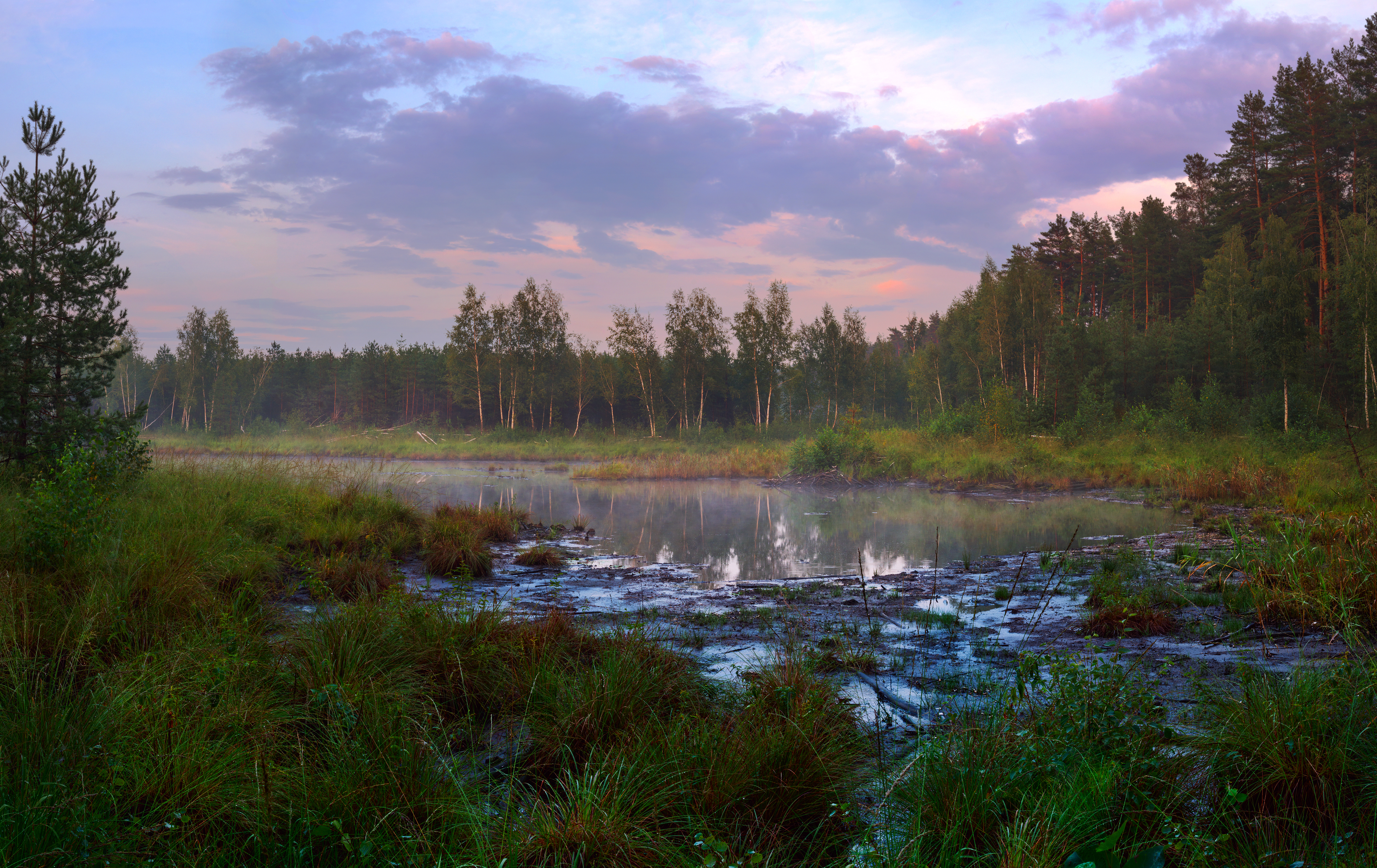
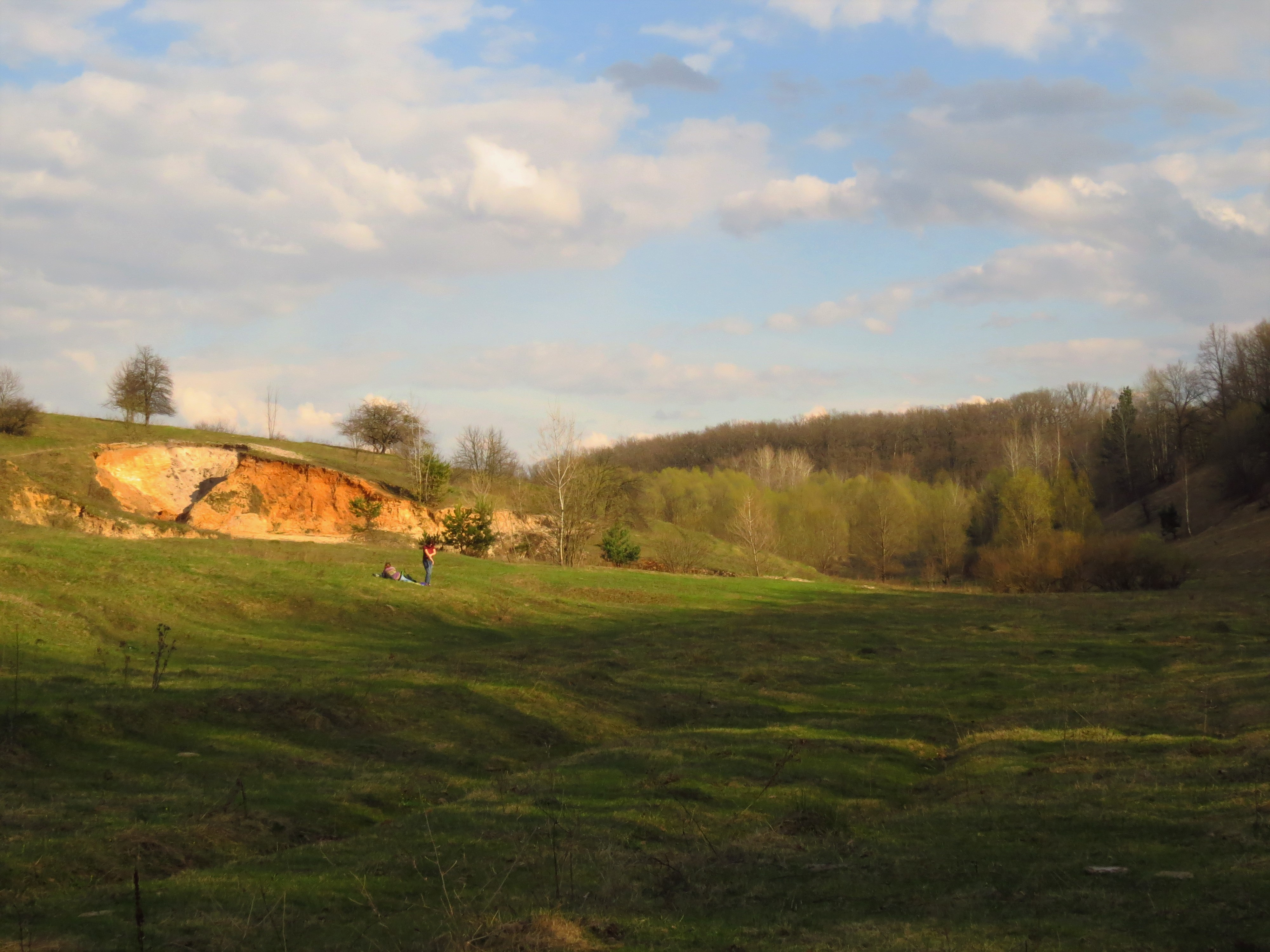
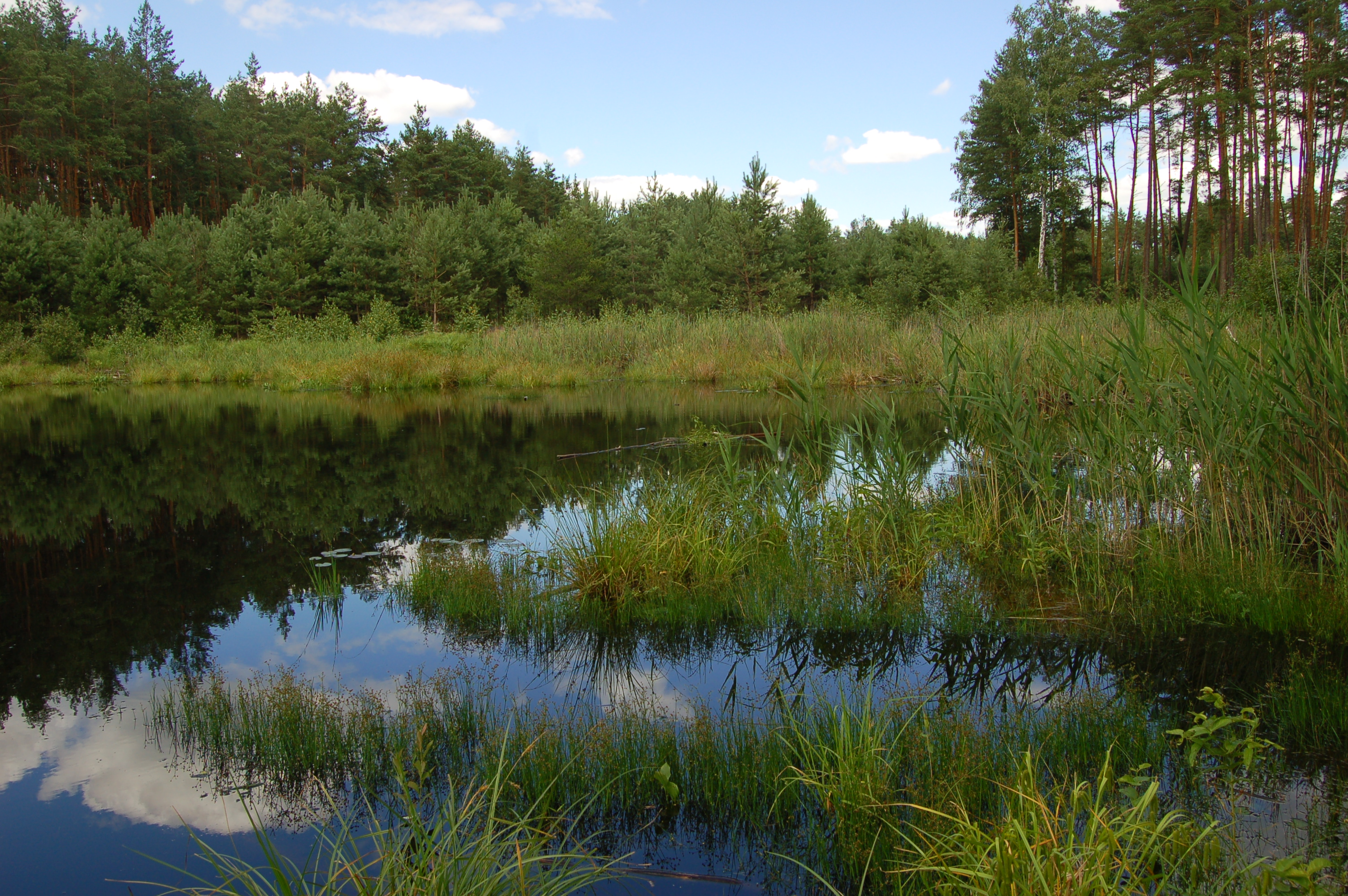
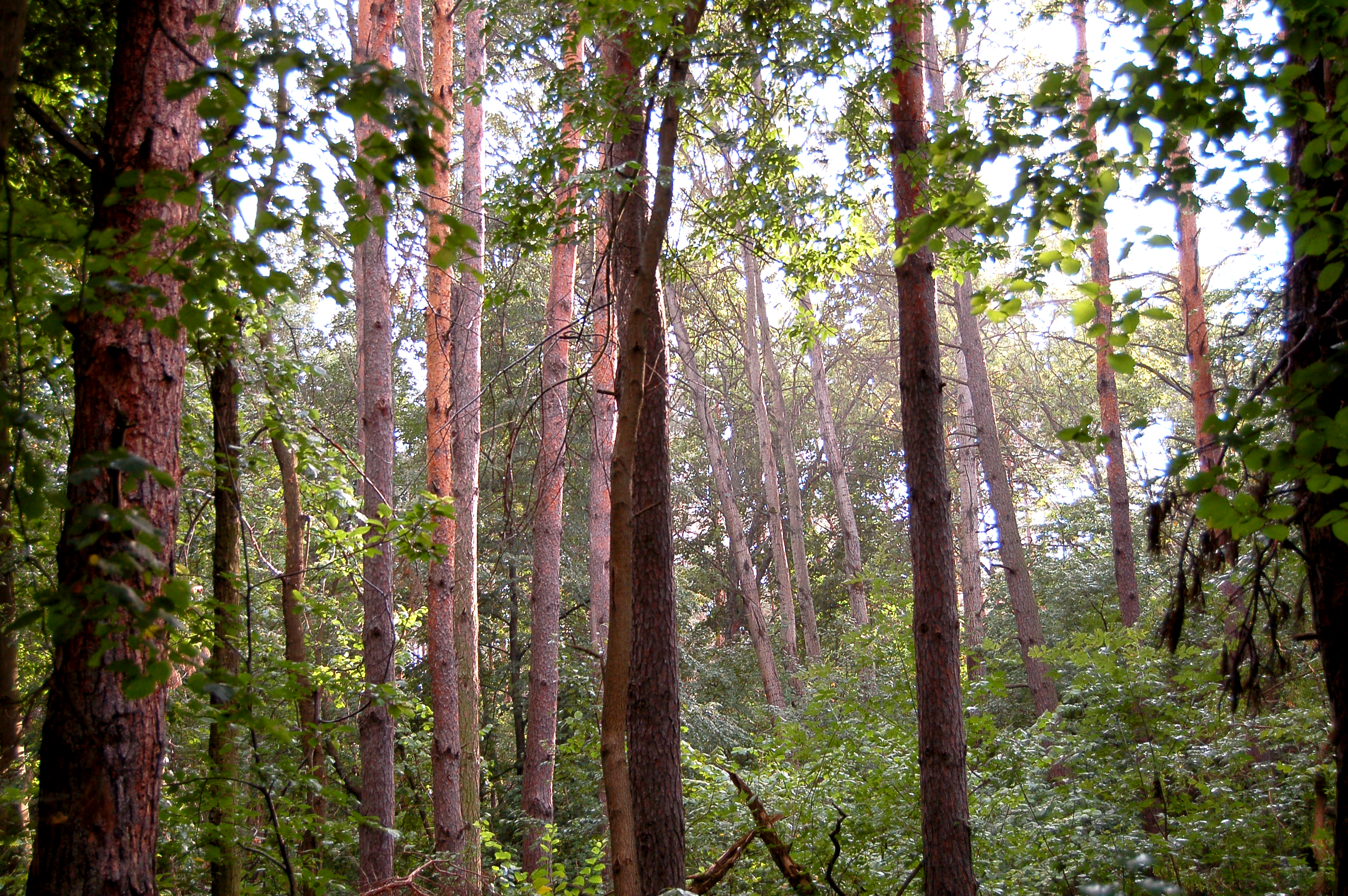
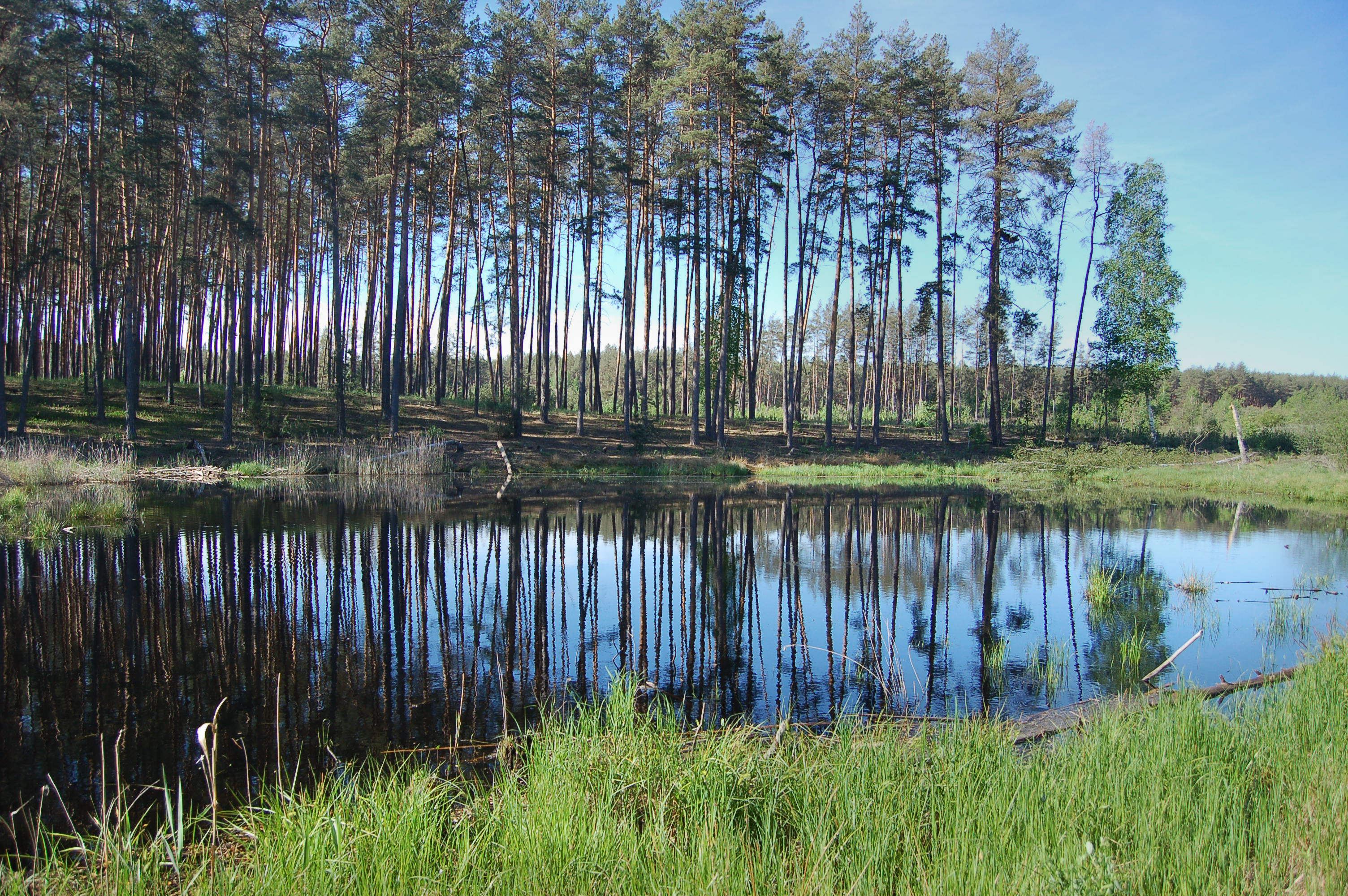
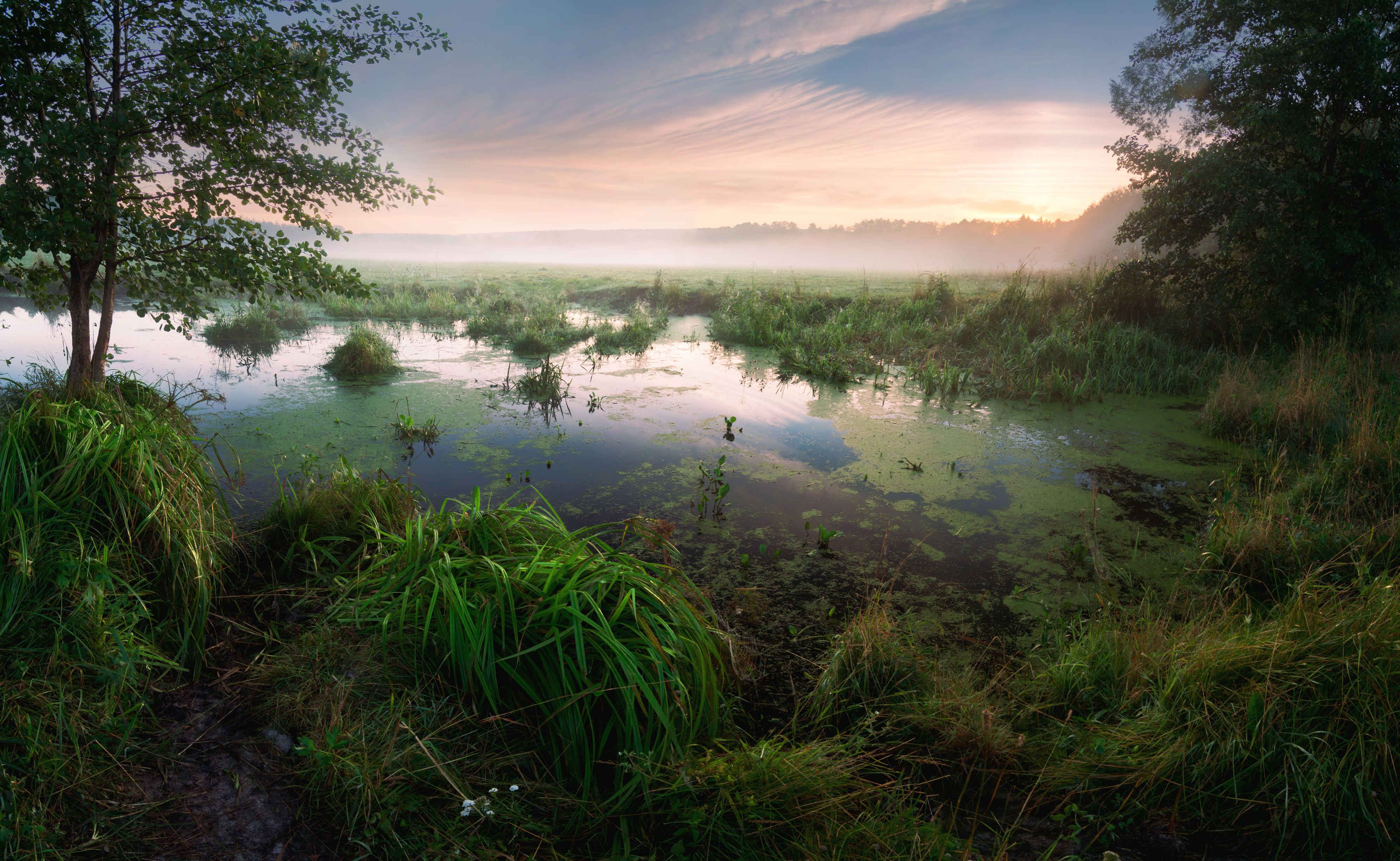
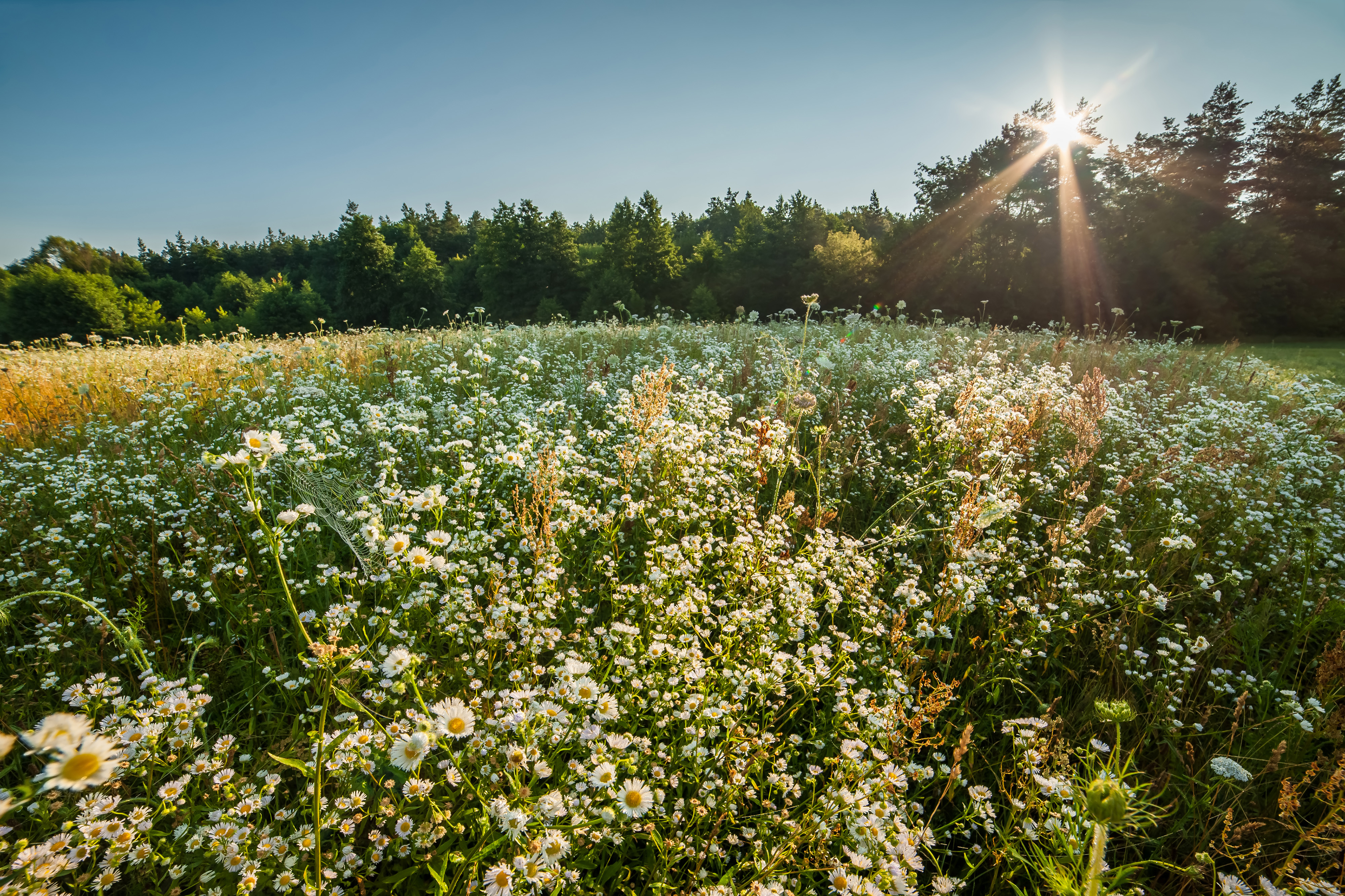
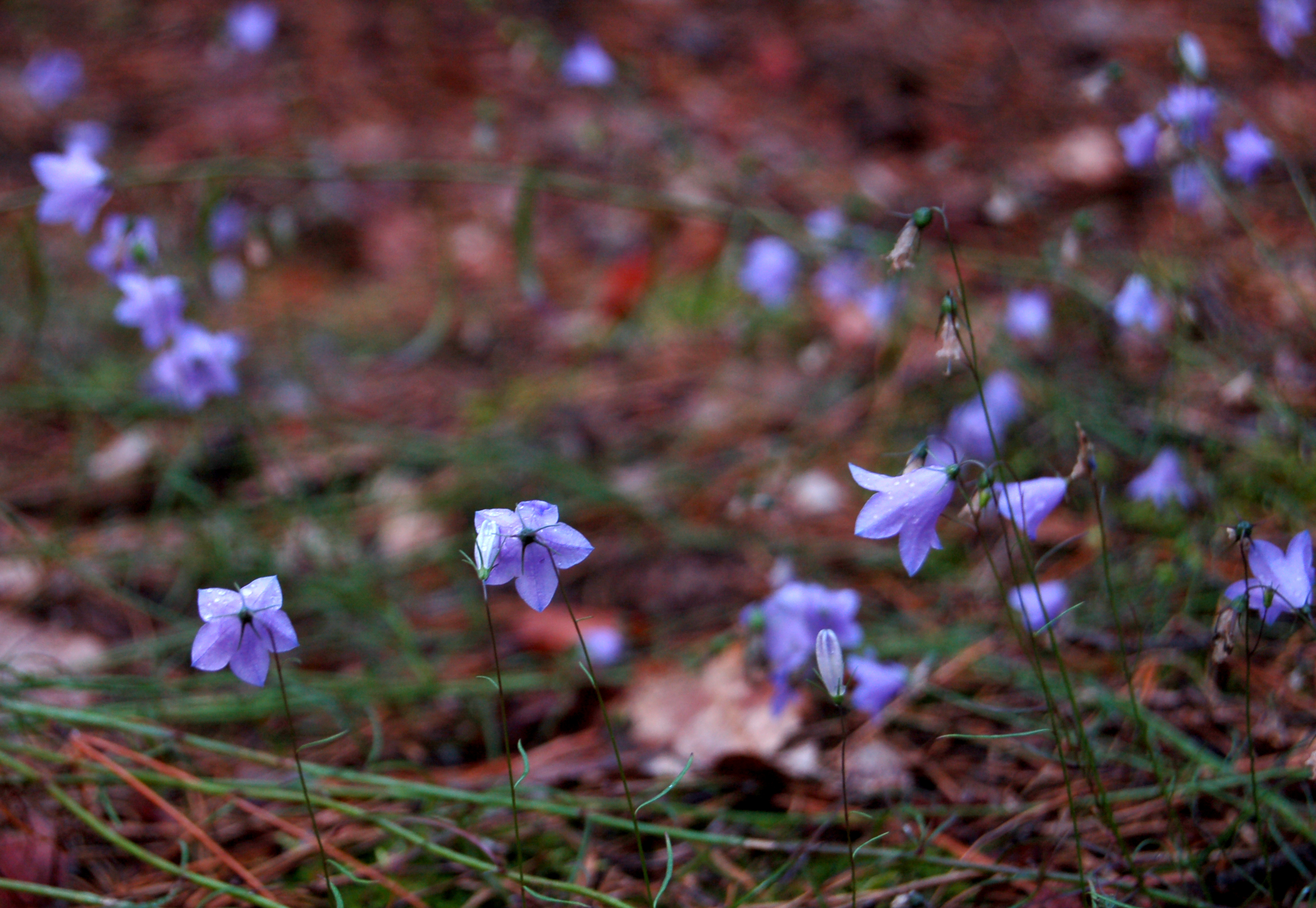

## Ресурси Інтернету
- Вікісховище має мультимедійні дані за темою: Слобожанський національний природний парк
- Офіційний сайт НПП «Слобожанський»
- Офіційна сторінка Парку в Facebook
- Текст закону на вебсайті Верховної Ради України
- НА СХОДІ УКРАЇНИ З серії «Новий злет природно-заповідної справи в Україні»

### Відеоматеріали
- Осінь в НПП "Слобожанський"
- НПП "Слобожанский" (рос.мова)
- Слайдшоу світлин Парку роботи фотографа О. Самойленка
- "Збережімо первоцвіти Краснокутщини" - ролик до екологічної акції "Первоцвіт"
- Еколого-освітня робота НПП "Слобожанський"
- "У національному парку "Слобожанський" ведуть облік бобрів", сюжет ТРК "Україна"

| Об'єкти природно-заповідного фонду Харківської області | Це незавершена стаття про природно-заповідний фонд Харківської області. Ви можете допомогти проєкту, виправивши або дописавши її. |